# Tomasz Mirkowicz
Tomasz Mirkowicz (ur. 1953 w Warszawie, zm. 7 maja 2003) – polski tłumacz literatury anglojęzycznej, krytyk literacki i pisarz. Jako krytyk specjalizował się w amerykańskim postmodernizmie. W czasie stanu wojennego aktywnie wspierał opozycję demokratyczną – w jego mieszkaniu ukrywał się Zbigniew Bujak.
Ukończył studia w Instytucie Anglistyki UW. Tłumaczył m.in. Lot nad kukułczym gniazdem Kena Keseya, Rok 1984 George’a Orwella, Nocnego kowboja Jamesa Leo Herlihy, a także prozę Alistaira MacLeana, Stephena Kinga, Roberta Ludluma i Charlesa Bukowskiego. Przetłumaczył również z języka angielskiego powieść Malowany ptak Jerzego Kosińskiego. Przełożył na angielski dwie książki Marka Hłaski.
W 2011 roku został pośmiertnie odznaczony Krzyżem Kawalerskim Orderu Odrodzenia Polski.

## Autor książek
- Lekcja geografii: lipogramy
- Pielgrzymka do Ziemi Świętej Egiptu: powieść lipocefaliczna (1999)
- obszerny 3-częściowy artykuł Złoty wiek powieści amerykańskiej („Ex Libris” 1994 od nru 60)